# Rømø Sogn
Rømø Sogn er et sogn i Tønder Provsti (Ribe Stift).
Rømø Sogn hørte til Tønder, Højer og Lø Herred i Tønder Amt. Rømø sognekommune blev ved kommunalreformen i 1970 indlemmet i Skærbæk Kommune, der ved strukturreformen i 2007 indgik i Tønder Kommune.
I Rømø Sogn ligger Sankt Clemens Kirke. Sognet hørte indtil 2007 til Tørninglen Provsti, og kirken har det karakteristiske Tørninglen-spir, der er rejst over 4 trekantgavle.
I sognet findes følgende autoriserede stednavne:
- Bolilmark (bebyggelse)
- Dunby (bebyggelse)
- Havneby (bebyggelse)
- Juvre (bebyggelse, ejerlav)
- Kongsmark (bebyggelse, ejerlav)
- Kromose (bebyggelse)
- Lakolk (bebyggelse)
- Listerdyb (vandareal)
- Mølby (bebyggelse)
- Nørre Tvismark (bebyggelse)
- Rømø (areal)
- Rømø Kirkeby (bebyggelse)
- Strandby (bebyggelse)
- Sønderby (bebyggelse)
- Sønderstrand (bebyggelse)
- Tagholm (bebyggelse)
- Toftum (bebyggelse)
- Tvismark (bebyggelse)
- Vestergård (bebyggelse)
- Vesterhede (bebyggelse)
- Vråby (bebyggelse)
- Østerby (bebyggelse)
- Østerhede (bebyggelse)

## Afstemningsresultat
Folkeafstemningen ved Genforeningen i 1920 gav i Rømø Sogn 514 stemmer for Danmark, 92 for Tyskland. Af vælgerne var 159 tilrejst fra Danmark, 60 fra Tyskland. 